# Кхмери
Кхмерите са основното население на Камбоджа, те съставляват около 90 % от населението на страната. Големи техни общности има във Виетнам и Тайланд.

## Произход
В антропологическо отношение те принадлежат към южните монголоиди, но имат изразени дравидски и австралоидни черти.

## Език
Майчин език на кхмерите е кхмерският, който е част от мон-кхмерските езици спадащи към австроазиатското семейство. Използват кхмерска писменост.